# Ian Holm

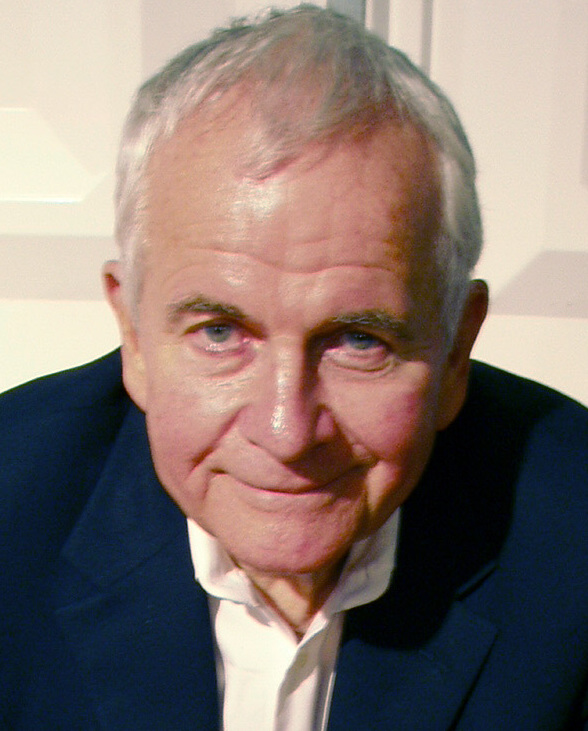
Ian Holm (2004)

Sir Ian Holm Cuthbert, CBE (* 12. September 1931 in Goodmayes, Essex, England; † 19. Juni 2020 in London, England), war ein britischer Schauspieler, der zunächst als Theaterdarsteller große Anerkennung gewann. Später wurde er auch durch Charakterrollen in Filmen wie Alien, Die Stunde des Siegers, Brazil und Das süße Jenseits bekannt. In den Herr-der-Ringe- und Hobbit-Filmtrilogien übernahm er jeweils die Rolle des Bilbo Beutlin.

## Karriere

### Anfänge und Bühnenrollen
Ian Holm, der in Essex aufgewachsene Sohn eines Psychiaters und einer Krankenschwester, nahm sein Schauspielstudium an der Royal Academy of Dramatic Arts in London im Jahr 1949 auf. Unterbrochen wurde das Studium von einem einjährigen Militärdienst im österreichischen Klagenfurt. Nach seinem Abschluss an der RADA im Jahr 1953 war Holm über 15 Jahre bei der renommierten Royal Shakespeare Company beschäftigt und spielte mit dieser sowohl in London als auch in Shakespeares Geburtsstadt Stratford-upon-Avon. Nach anfänglich kleinen Rollen konnte er sich zunehmend als Theaterschauspieler etablieren. Er spielte unter anderem in einer großen Anzahl von Rollen aus Shakespeares Stücken (unter anderem Romeo, Heinrich V., Puck und Troilus).  1965 spielte er für die BBC-Verfilmung der Rosenkrieg-Stücke (Heinrich VI. Teil 1–3 und Richard III.) den Richard III.
Auch in den Vereinigten Staaten erreichte er durch seine Darstellungen – vor allem in Shakespeare-Stücken – zunehmende Bekanntheit. Am Broadway spielte er den Lenny in Harold Pinters The Homecoming und wurde hierfür 1967 mit dem Tony Award ausgezeichnet. 1976 hatte er während einer Produktion von Eugene O’Neills Stück The Iceman Cometh einen Anfall von Lampenfieber, der zu einer Panikattacke führte, was zur Folge hatte, dass er sich weitgehend von der Theaterschauspielerei zurückzog und nur noch gelegentlich zur Bühne zurückkehrte. In Großbritannien erhielt er 1998 den Laurence Olivier Award für seine Darstellung des König Lear, die er 1998 auch in einem Fernsehfilm unter Regie von Richard Eyre verewigte.

### Film und Fernsehen
1957 war Holm erstmals in einer britischen Fernsehproduktion zu sehen, dem ITV Play of the Week. Ab Ende der 1960er-Jahre übernahm er regelmäßiger Rollen in Kinofilmen. Holm galt als vielseitiger Charakterdarsteller, der häufig exzentrische Figuren verkörperte, die sowohl gutherziger als auch bösartiger Natur sein konnten.
Als Holm 1979 in dem Hollywood-Film Alien – Das unheimliche Wesen aus einer fremden Welt den Androiden Ash verkörperte und 1981 in dem Oscar-Gewinner Die Stunde des Siegers mitwirkte und dadurch einem internationalen Kinopublikum bekannt wurde, galt er in Großbritannien bereits als Star. Für seine Darstellung des ehrgeizigen Athletiktrainers Sam Mussabini in Die Stunde des Siegers erhielt er eine Oscar-Nominierung als Bester Nebendarsteller sowie einen Darstellerpreis bei den Internationalen Filmfestspielen von Cannes 1981. Er wirkte außerdem in vielen Fernsehproduktionen mit, unter anderem als Napoleon Bonaparte, Heinrich Himmler oder Joseph Goebbels. 1981 und 1985 war er in Terry Gilliams Kultfilmen Time Bandits und Brazil zu sehen. Außerdem übernahm er die Hauptrolle in der Kinderbuch-Verfilmung Ein Fall für die Borger als Fernsehserie. Gemeinsam mit Kenneth Branagh und Emma Thompson stand er 1989 in Branaghs Regiedebüt Henry V. vor der Kamera. Im selben Jahr wurde Holm zum Commander of the British Empire ernannt. Einen großen Erfolg hatte er 1997 mit Luc Bessons Science-Fiction-Film Das fünfte Element. Im selben Jahr war er in Atom Egoyans zweifach Oscar-nominiertem Filmdrama Das süße Jenseits in der Hauptrolle des Anwalts Mitchell Stephens zu sehen.
1998 wurde er von Königin Elisabeth II. aufgrund seiner Verdienste zum Ritter geschlagen. Seitdem durfte er sich Sir nennen. 2001 war er an der Seite von Johnny Depp in From Hell zu sehen; außerdem spielte er im selben Jahr in der J.-R.-R.-Tolkien-Verfilmung Der Herr der Ringe: Die Gefährten erstmals die Rolle des Bilbo Beutlin. Diese Figur verkörperte er im Anschluss noch in den Filmen Der Herr der Ringe: Die Rückkehr des Königs, Der Hobbit: Eine unerwartete Reise und Der Hobbit: Die Schlacht der Fünf Heere, alle unter Regie von Peter Jackson gedreht. Bereits 1981 hatte er in einem Herr-der-Ringe-Radiohörspiel die Rolle des Frodo Beutlin gesprochen.
2004 war er in Roland Emmerichs Katastrophenfilm The Day After Tomorrow zu sehen, im selben Jahr übernahm er eine Rolle in Martin Scorseses Film Aviator. 2006 stellte er in Oh Jerusalem den israelischen Staatsgründer und Ministerpräsidenten Ben Gurion dar. 2007 sprach er in der englischsprachigen Fassung des Animationsfilms Ratatouille den fiesen Koch Skinner. Zuletzt war Holm in dem 2014 erschienenen Der Hobbit: Die Schlacht der Fünf Heere zu sehen, danach zog er sich aus dem Schauspielgeschäft zurück.
Ian Holms markante Stimme ist vor allem in Großbritannien sehr bekannt, da er häufig als Erzähler, Kommentator und Sprecher von Dokumentationen zum Einsatz kam. Seit 1979 wurde Holm achtmal von Mogens von Gadow, darunter in der Herr-der-Ringe- und der Hobbit-Filmtrilogie, synchronisiert. Dazu übernahmen in der Vergangenheit auch Friedrich Georg Beckhaus zwischen 1988 und 2006 sowie Hermann Ebeling zwischen 1991 und 1998 Holms deutsche Synchronisation. In dem für Holms Karriere wichtigen Film Brazil (1985) wurde er von Peter Matić gesprochen.
Mit der Zustimmung seiner Erben wurde aus Archivdaten Holms und Computer Generated Imagery die Rolle des Androiden Rook für den 2024 erschienen Film Alien: Romulus generiert, dem baugleichen Modell zu dem 1979 von ihm gespielten Ash aus Alien – Das unheimliche Wesen aus einer fremden Welt.

## Privates

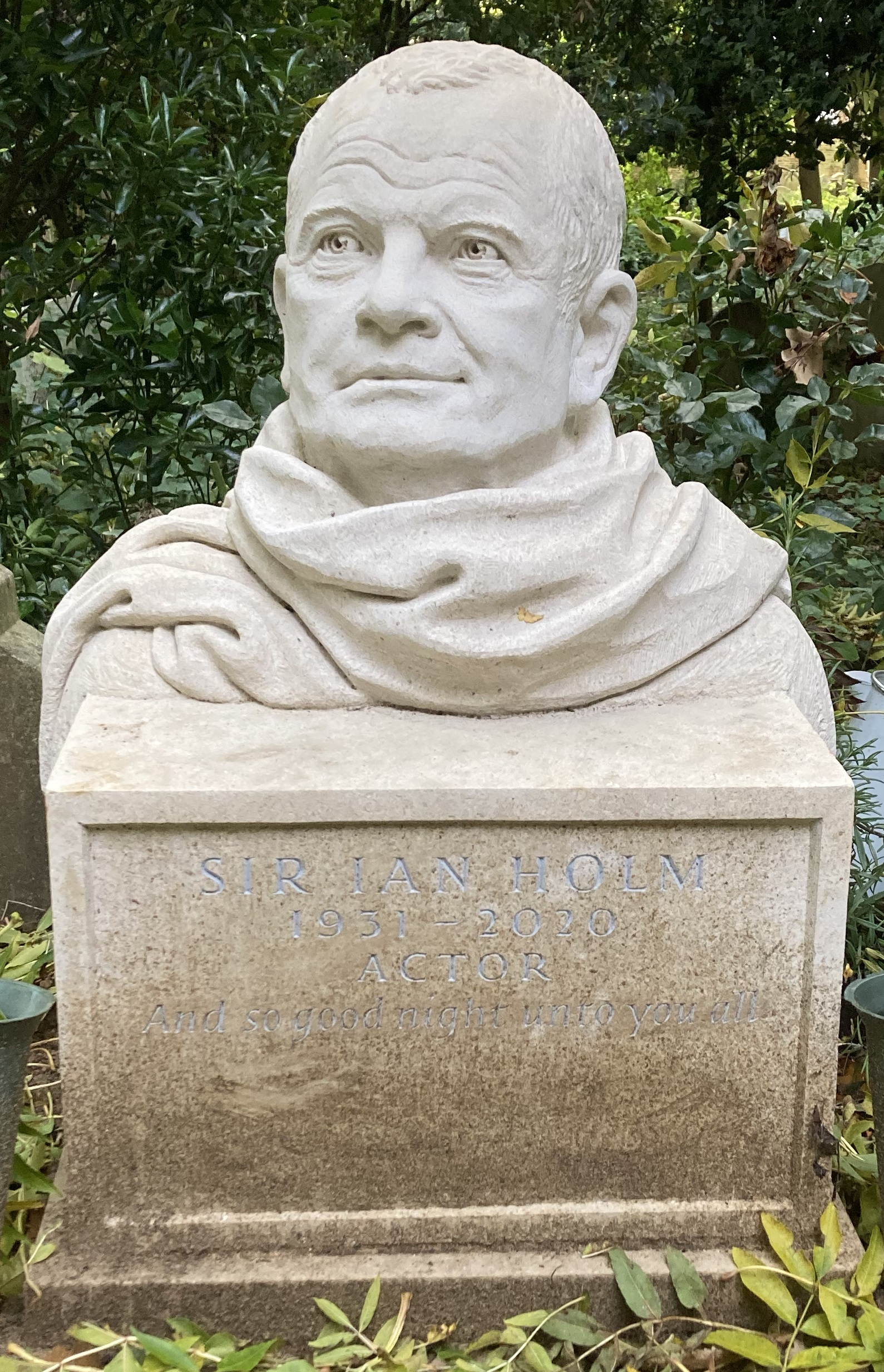
Holms Grabmal auf dem Highgate Cemetery

Von 1955 bis 1965 war er mit Lynn Mary Shaw verheiratet, mit der er die Töchter Jessica und Sarah-Jane hat. Aus der Beziehung zur Fotografin Bee Gilbert stammen Sohn Barnaby Holm (* 20. Februar 1967), der ebenfalls Schauspieler ist, und Tochter Melissa. Von 1982 bis 1986 war er mit der Schauspielerin Sophie Baker verheiratet, mit der er Sohn Harry (* 1981) hat. Von 1991 bis 2001 war Ian Holm in dritter Ehe mit der Schauspielerin Penelope Wilton verheiratet. Seine vierte Gattin war seit 2003 Sophie de Stempel.
Holm starb, nachdem er seit einigen Jahren an Parkinson erkrankt war, im Juni 2020 im Alter von 88 Jahren in London.

## Filmografie (Auswahl)
- 1957: ITV Play of the Week (Fernsehserie, 2 Folgen)
- 1968: Ereignisse beim Bewachen der Bofors-Kanone (The Bofors Gun)
- 1968: Ein Mann wie Hiob (The Fixer)
- 1969: Oh! What a Lovely War
- 1970: Traue keinem Hausfreund (A Severed Head)
- 1971: Nikolaus und Alexandra (Nicholas and Alexandra)
- 1971: Maria Stuart, Königin von Schottland (Mary, Queen of Scots)
- 1972: Der junge Löwe (Young Winston)
- 1974: 18 Stunden bis zur Ewigkeit (Juggernaut)
- 1975: Brüll den Teufel an (Shout At The Devil)
- 1976: Robin und Marian (Robin and Marian)
- 1977: Jesus von Nazareth (Jesus of Nazareth, Fernseh-Miniserie)
- 1977: Der Mann mit der eisernen Maske (The Man in the Iron Mask)
- 1977: Marschier oder stirb (March or Die)
- 1978: Holocaust – Die Geschichte der Familie Weiss (Holocaust, Miniserie)
- 1978: Die Elenden (Les Miserables)
- 1979: S.O.S. Titanic
- 1979: Im Westen nichts Neues (All Quiet on the Western Front, Fernsehfilm)
- 1979: Alien – Das unheimliche Wesen aus einer fremden Welt (Alien)
- 1981: Die Stunde des Siegers (Chariots of Fire)
- 1981: Time Bandits
- 1982: Inside the Third Reich
- 1984: Greystoke – Die Legende von Tarzan, Herr der Affen (Greystoke: The Legend of Tarzan, Lord of the Apes)
- 1985: Wetherby
- 1985: Brazil
- 1985: Geliebt bis in den Tod (Dance with a Stranger)
- 1985: Das wahre Leben der Alice im Wunderland (Dreamchild)
- 1986: Murder by the Book (Fernsehfilm)
- 1988: Eine andere Frau (Another Woman)
- 1989: Henry V. (Henry V)
- 1990: Hamlet
- 1991: Kafka
- 1991: Naked Lunch
- 1991: Michelangelo – Genie und Leidenschaft (A Season of Giants)
- 1993: Pesthauch des Bösen (The Hour of the Pig)
- 1994: Mary Shelley’s Frankenstein (Frankenstein)
- 1994: King George – Ein Königreich für mehr Verstand (The Madness of King George)
- 1995: Nessie – Das Geheimnis von Loch Ness (Loch Ness)
- 1996: Big Night
- 1997: Lebe lieber ungewöhnlich (A Life Less Ordinary)
- 1997: Das fünfte Element (The Fifth Element)
- 1997: Das süße Jenseits (The Sweet Hereafter)
- 1997: Nacht über Manhattan (Night Falls on Manhattan)
- 1998: King Lear (Fernsehfilm)
- 1998: Alice im Spiegelland (Alice Through the Looking Glass)
- 1999: eXistenZ
- 2000: Die Prophezeiung (Bless the Child)
- 2000: Beautiful Joe
- 2000: Der Mann der 1000 Wunder (The Miracle Maker – The Story of Jesus)
- 2001: From Hell
- 2001: Der Herr der Ringe: Die Gefährten (The Lord of the Rings: The Fellowship of the Ring)
- 2001: The Emperor’s New Clothes
- 2003: Der Herr der Ringe: Die Rückkehr des Königs (The Lord of the Rings: The Return of the King)
- 2004: Garden State
- 2004: The Day After Tomorrow
- 2004: Aviator (The Aviator)
- 2005: Chromophobia
- 2005: Lord of War – Händler des Todes (Lord of War)
- 2006: The Treatment
- 2006: O Jerusalem
- 2007: Ratatouille (Stimme)
- 2009: 1066 (Fernsehserie, Stimme)
- 2012: Der Hobbit: Eine unerwartete Reise (The Hobbit: An Unexpected Journey)
- 2014: Der Hobbit: Die Schlacht der Fünf Heere (The Hobbit: The Battle of the Five Armies)

### Postum
- 2024: Alien: Romulus (Rook aus Archivmaterial und CGI generiert)

## Auszeichnungen (Auswahl)
Ehrungen
- 1989: Ernennung zum Order of the British Empire
- 1998: Ernennung zum Knight Bachelor

Theaterpreise
- 1965: Evening Standard Award für Heinrich V.
- 1967: Tony Award als Bester Nebendarsteller für The Homecoming
- 1993: Critics’ Circle Theatre Award als Bester Schauspieler für Moonlight
- 1993: Evening Standard Award für Moonlight
- 1998: Laurence Olivier Award als Bester Schauspieler für König Lear
- 1998: Critics’ Circle Theatre Award als bester Schauspieler für König Lear
- 1998: Evening Standard Award für König Lear

Film- und Fernsehpreise
- 1968: BAFTA Award als Bester Nebendarsteller für Ereignisse beim Bewachen der Bofors-Kanone
- 1981: Auszeichnung in Cannes als Bester Nebendarsteller für Die Stunde des Siegers
- 1982: BAFTA Award als Bester Nebendarsteller für Die Stunde des Siegers
- 1982: Oscar-Nominierung als Bester Nebendarsteller für Die Stunde des Siegers
- 1985: Preis der Boston Society of Film Critics als bester Nebendarsteller für vier Filmrollen
- 1997: Genie Award als Bester Schauspieler für Das süße Jenseits
- 1997: Zweiter Platz beim New York Film Critics Circle als Bester Hauptdarsteller für Das süße Jenseits
- 1998: Emmy-Nominierung als bester Schauspieler eines Fernsehfilms / einer Miniserie für King Lear
- 2003: Screen Actors Guild Award für das Beste Schauspielensemble für Der Herr der Ringe: Die Rückkehr des Königs
- 2003: National Board of Review Award für das Beste Schauspielensemble für Der Herr der Ringe: Die Rückkehr des Königs
- 2007: Annie Award für die Herausragende Synchronisation eines Charakters für Ratatouille